# Station Harwich International
Harwich International is een spoorwegstation van National Rail in Tendring in Engeland. Het station is eigendom van Network Rail en wordt beheerd door Greater Anglia.
Tot 1995 was dit station bekend onder de naam Harwich Parkeston Quay, genoemd naar de nabijgelegen plaats Parkeston. Het station werd in 1883 geopend op gedempt land door de voormalige Great Eastern Railway. Het stationsgebouw was vroeger een geïntegreerd hotel en terminalgebouw, maar het hotel is inmiddels in gebruik als kantoor.
Een deel van het reizigersverkeer op Station Harwich International is het gevolg van de veerdienstverbindingen tussen Harwich en het vasteland van Europa, met name Hoek van Holland en Esbjerg. Greater Anglia verzorgt speciaal voor de verbindingen van Harwich International met Londen, Cambridge en Lowestoft een boottrein aansluitend op de veerdienst.

## Treinverbindingen
Alle passagierstreinen worden door Abellio Greater Anglia gereden. De normale dienstregeling is als volgt:
- Stoptrein van Manningtree naar Harwich Town
  - 1 trein per uur stopt in Manningtree, Mistley, Wrabness, Harwich International, Dovercourt en Harwich Town.

- Sneltrein van London Liverpool Street naar Harwich International (Boottrein Londen, aansluiting met Stena Line boot vanuit Hoek van Holland)
  - 4 treinen per dag stoppen in Londen Liverpool Street, Stratford, Shenfield, Chelmsford, Hatfield Peverel, Witham, Kelvedon, Marks Tey, Colchester, Manningtree en Harwich International.

- Stoptrein van Lowestoft naar Harwich International (Boottrein Ipswich en Lowestoft, aansluiting met Stena Line boot vanuit Hoek van Holland)
  - 1 trein per dag stopt in Lowestoft, Oulton Broad South, Beccles, Brampton, Halesworth, Darsham, Saxmundham, Wickham Market, Melton, Woodbridge, Westerfield, Ipswich en Harwich International.

- Stoptrein van Cambridge naar Harwich International (Boottrein Ipswich en Cambridge, aansluiting met Stena Line boot vanuit Hoek van Holland)
  - 1 trein per dag stopt in Cambridge, Dullingham, Newmarket, Kennett, Bury St Edmunds, Thurston, Elmswell, Stowmarket, Needham Market, Ipswich en Harwich International.